# Mesochorus monomaculatus
Mesochorus monomaculatus är en stekelart som beskrevs av Kusigemati 1985. Mesochorus monomaculatus ingår i släktet Mesochorus och familjen brokparasitsteklar. Inga underarter finns listade i Catalogue of Life.